# Mormonia sappho
Mormonia sappho är en fjärilsart som beskrevs av John Kern Strecker 1874. Mormonia sappho ingår i släktet Mormonia och familjen nattflyn. Inga underarter finns listade i Catalogue of Life.